# Арибер I
Арибе́р I (Ариберт I; фр. Aribert Ier; умер около 870) — архиепископ Амбрёна (около 845 — около 870).

## Биография
Дата восхождения Арибера I на кафедру Амбрёна точно не установлена. Предполагается, что это произошло около 845 года, после смерти архиепископа Агерика.
Впервые Арибер I упоминается в исторических источниках в документах ассамблеи, состоявшейся в Серморенсе (около Вуарона) в 853 или в 858 году. На ней, в присутствии четырёх архиепископов, трёх епископов и одиннадцати графов, была удовлетворена жалоба архиепископа Вьенна Агильмара на действия местного графа Вигерика, захватившего некоторые из церковных владений. Позднее, Арибер как свидетель подписался под одной из хартий, данной архиепископом Агильмаром.
Предполагается, что Арибер I скончался около 870 года. Новым главой Амбрёнской архиепархии был избран Бермон.